# Montbartier
 Montbartier  es una población y comuna francesa, en la región de Mediodía-Pirineos, departamento de Tarn y Garona, en el distrito de Montauban y cantón de Montech.

## Demografía
| 518 | 511 | 506 | 628 | 787 | 811 |
| Para los censos de 1962 a 1999 la población legal corresponde a la población sin duplicidades (Fuente: INSEE [Consultar]) |     |     |     |     |     |

## Monumentos

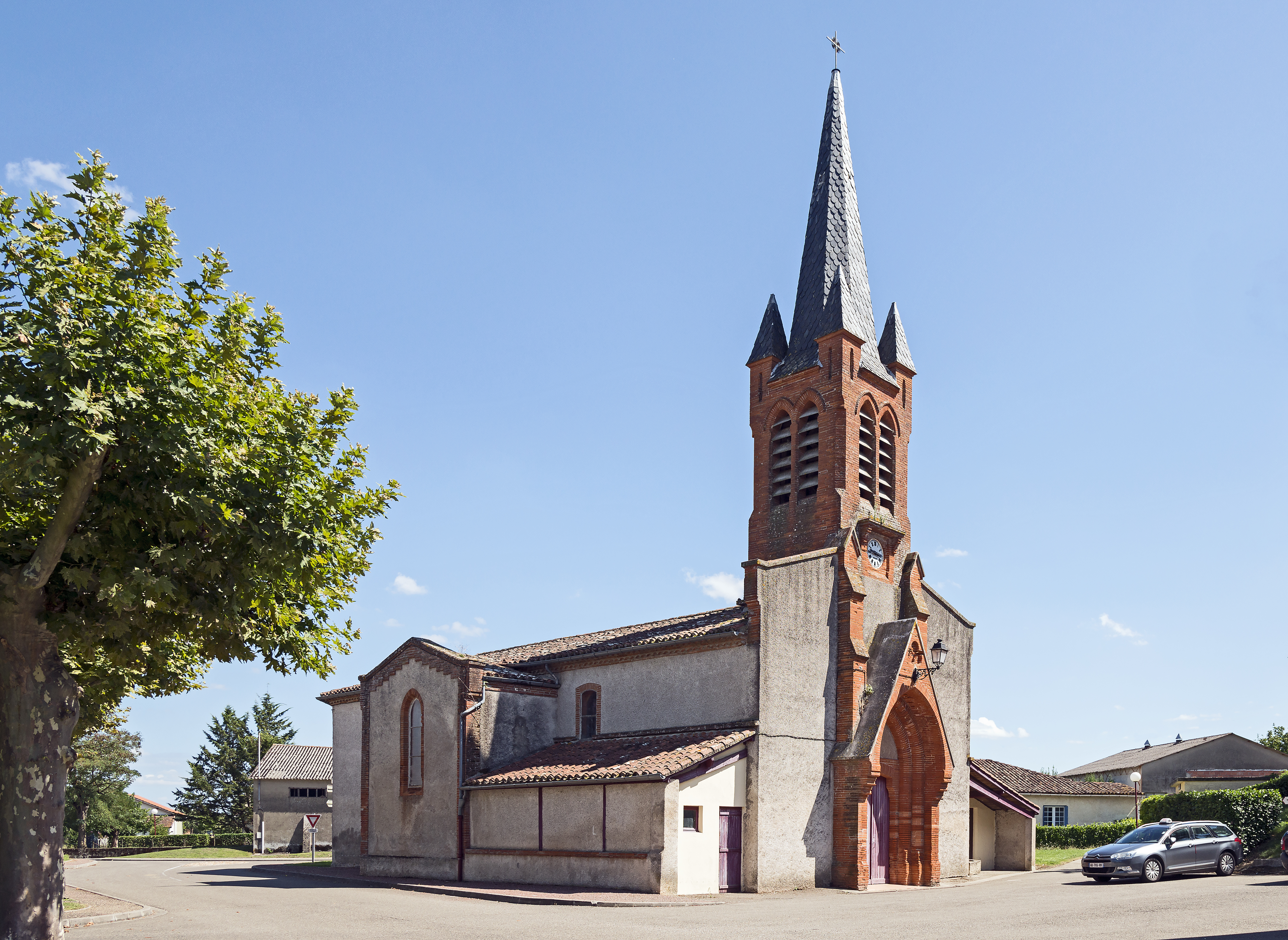
La iglesia
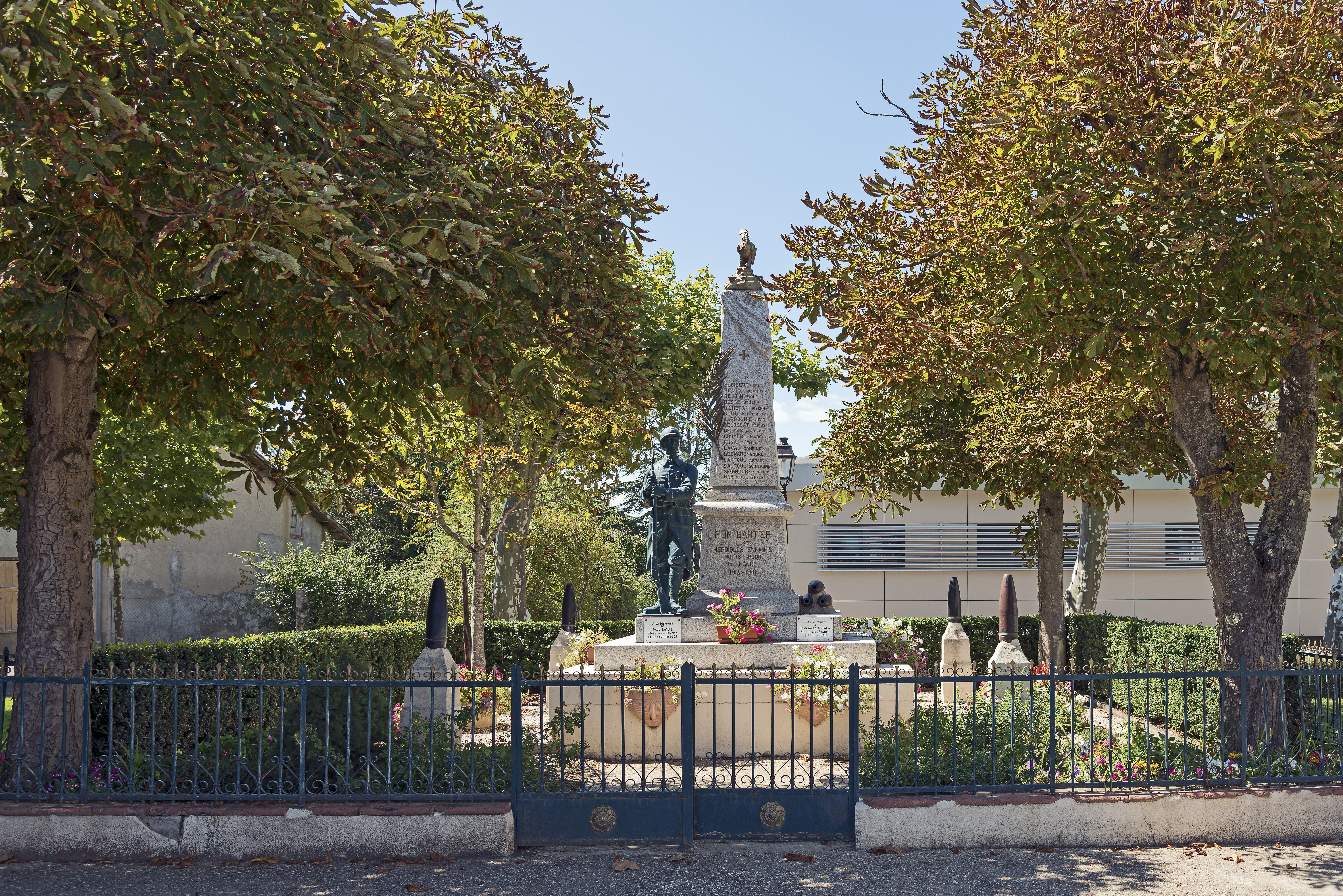
El monumento a los caídos
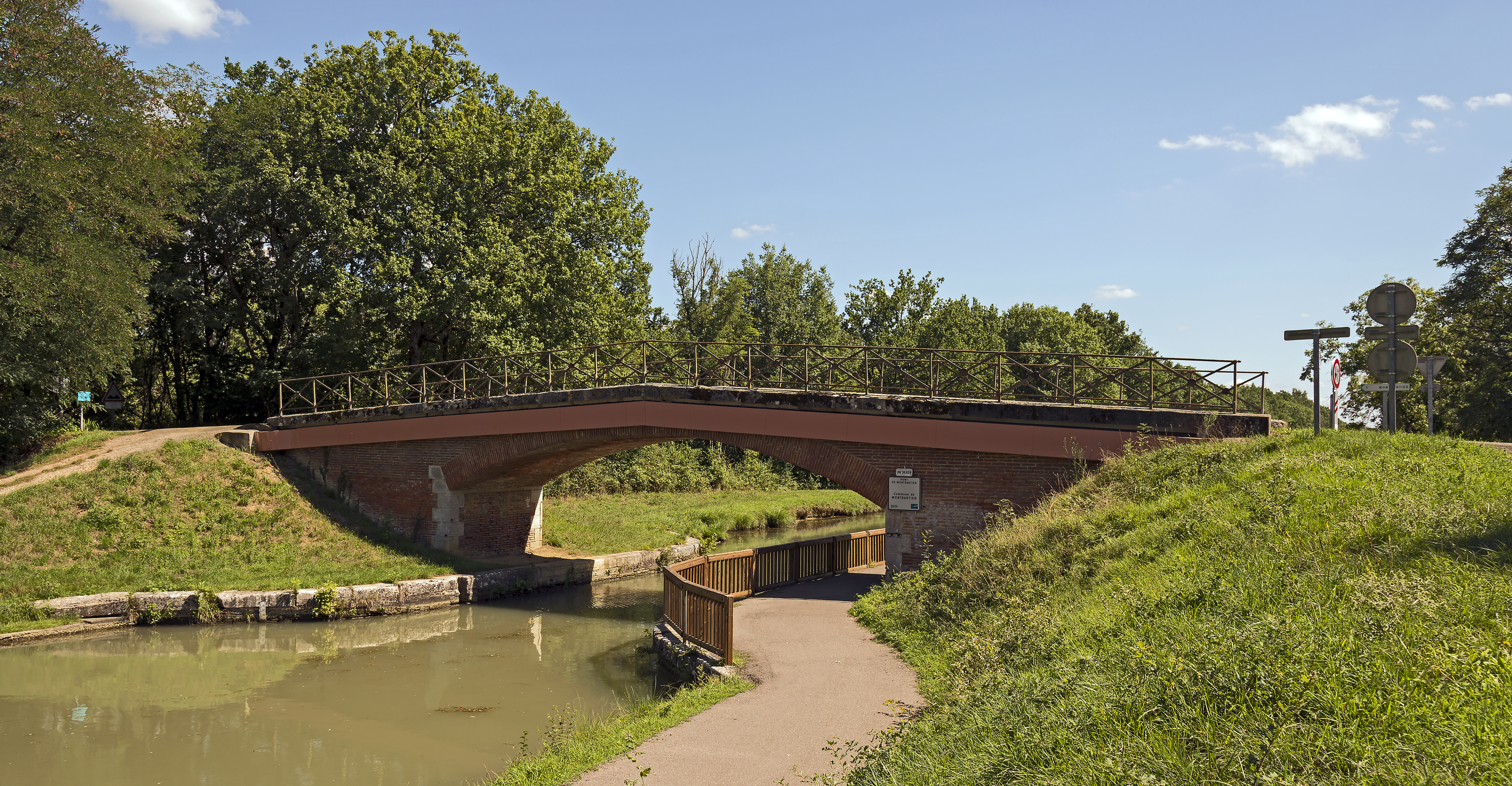
El puente sobre el "Canal lateral a la Garonne".